# Citizens Party
Die Citizens Party war eine linke Umweltpartei in den Vereinigten Staaten, die von 1979 bis 1987 bestand.

## Geschichte
Die Citizens Party wurde am 5. Mai 1979 in Washington, D.C. als Sammlungspartei liberaler und linker Umweltaktivisten gegründet. Die Gründung wurde von dem Ökosozialisten und Biologieprofessor an der Washington University in St. Louis Barry Commoner initiiert.
Inhaltlich stand die Partei für eine staatliche Kontrolle multinationaler Unternehmen, die Verstaatlichung privater Ölkonzerne, Abrüstung, begrenzte Preiskontrollen, den Atomausstieg, höhere Ausgaben im sozialen Bereich und eine verstärkte Wirtschaftsdemokratie.
Bei der Präsidentschaftswahl 1980 trat Barry Commoner als Kandidat der Partei an. Vizepräsidentschaftskandidat war LaDonna Harris, eine Aktivistin der Comanchen und Ehefrau des ehemaligen Senators Fred R. Harris. Ein bekannt gewordener Wahlwerbespot im Radio begann mit Commoners Worten „Bullshit! Carter, Reagan and Anderson, it's all bullshit!“ Die NBC weigerte sich, den Spot wegen der Verwendung des Kraftausdrucks zu senden, doch Commoner erreichte bei der Federal Communications Commission, dass der Beitrag unbearbeitet gesendet werden musste. Der Wahlkampf konzentrierte sich auf die Staaten Pennsylvania, New York, Illinois, Kalifornien und Michigan. Unterstützt wurde die Partei unter anderem von Ralph Nader, der 2000 Präsidentschaftskandidat der Green Party werden sollte. Commoner erhielt lediglich 233.052 Stimmen (0,27 %) bei der Präsidentschaftswahl. Immerhin bedeutete dies deutlich vor Gus Hall (Kommunistische Partei, 44.933 Stimmen) Rang fünf unter 21 Kandidaten.
Bei der Präsidentschaftswahl 1984 war Sonia Johnson die gemeinsame Kandidatin der Citizens Party, der in Pennsylvania bestehenden Consumer Party und der Peace and Freedom Party aus Kalifornien. Johnson wurde bekannt, als die Kirche der Mormonen sie 1979 wegen ihrer Unterstützung des Equal Rights Amendment exkommunizierte. Ihr Vizepräsidentschaftskandidat war Richard Walton, der später in der Green Party aktiv war. Johnson erhielt 72.161 Stimmen (0,08 %) und landete somit auf dem fünften Platz. Auf lokaler Ebene konnte sich die Partei dagegen in Burlington (Vermont) und einigen anderen Gemeinden durchsetzen.
Die Erfolglosigkeit der Partei wird vor allem auf das politische System der Vereinigten Staaten zurückgeführt, das durch das Mehrheitswahlrecht die Herausbildung einer „dritten Partei“ zumindest auf nationaler Ebene nahezu ausschließt. 1987 wurde die Citizens Party aufgelöst. Ihr Erbe wirkte jedoch in der Green Party fort.